# Franz Ferdinand
|  | Aquest article tracta sobre el conjunt de música indie; per a l'arxiduc d'Àustria, vegeu l'article Francesc Ferran d'Àustria |

Franz Ferdinand és un grup de música indie format a Glasgow (Escòcia) el 2002, carregada d'influències del punk i l'art-rock.
Franz Ferdinand ha guanyat diversos premis, entre ells el de millor grup revelació en els MTV Vídeo Music Awards i el Mercury Prize, que s'atorga a la millor gravació d'un grup o solista britànic o irlandès (2004).
El grup escocès pren el seu nom en veure un documental a la televisió de la I Guerra Mundial en referència a l'arxiduc austrohongarès Franz Ferdinand (Francesc Ferran en català), l'assassinat del qual va ser el desencadenant d'aquesta guerra.
Dels seus membres, només Paul Thompson va nàixer a Escòcia, mentre que Alex Kapranos, Nick McCarthy i Bob Hardy només van créixer en aquest país.

## Història
La història de Franz Ferdinand comença quan Alex Kapranos i Nick McCarthy es van conèixer en una festa a Glasgow el 2002, on Nick va intentar quedar-se amb una ampolla de vodka de l'Alex. La discussió va derivar en una xerrada, i Kapranos va acabar convidant McCarthy a unir-se al seu nou grup. Bob Hardy, estudiant d'Art a la Universitat de Glasgow, va entrar en el grup a partir del regal d'un baix que li van fer a Alex Kapranos. Després d'arribar a la conclusió que ser músic i artista era el mateix, Bob Hardy va entrar com a baixista. A la recerca d'un bateria per al grup, van arribar fins a Paul Thomson. Una vegada junts, van començar a assajar a casa d'en Nick, per a després acabar a Le Château, un magatzem abandonat de Glasgow.
El maig de 2003 van signar amb la discogràfica independent Domino Records, llançant al mercat Darts of Pleasure a finals del mateix any, amb un disseny d'en Thompson per la coberta.
Quatre anys després del llançament de Tonight, la banda va llançar el seu quart àlbum d'estudi, Right Thoughts, Right Words, Right Action, l'agost de 2013. L'any 2015, Franz Ferdinand i la banda de rock nord-americana Sparks van formar el supergrup FFS i van llançar un àlbum únic, FFS, el juny de 2015. La banda va patir múltiples canvis de formació després de McCarthy després de FFS, incorporant Julian Corrie i Dino Bardot. La banda va llançar el seu cinquè àlbum d'estudi Always Ascending al febrer de 2018. Paul Thomson va marxar el 2021 i va ser substituït per Audrey Tait. El sisè àlbum d'estudi de la banda, The Human Fear, va ser llançat el gener de 2025.

## Membres
- Alex Kapranos - Veu, guitarra i compositor.

Va nàixer el 20 de març de 1972, de pare grec i mare britànica. Arriba a la música després de passar per diversos treballs: soldador, cuiner, conductor de furgonetes i professor d'anglès per a refugiats; i no menys conjunts: Urusei Yatsura, Amphetameanies, Karelia…
- Nick McCarthy - Guitarra i compositor.

El seu nom real és Nicholas Augustine McCarthy. Va nàixer a Blackpool el 13 de desembre de 1974, però va créixer a Rusenheim (Baviera, Alemanya). Allí no tocava la bateria, sinó el baix, també va estudiar piano (modalitat de música clàssica) al Conservatori de Múnic. Va arribar sense diners ni amics a Glasgow per a viure-hi durant uns mesos, mentre cercava a algú per tocar música. Mentrestant, l'Alex i en Bob cercaven als qui serien després integrants d'aquesta formació. Van trobar Nick en una festa de l'Escola d'Art, li van preguntar que si sabia tocar la bateria, davant la qual cosa Nick, per sortir-se'n va respondre que sí. Actualment toca amb una guitarra Hagstrom Sweetones, en té una blava i una vermella. Rarament toca una Royal blava Fender Mustang.
- Bob Hardy - Baix.

Va nàixer el 16 d'agost de 1980 a Bradford, West Yorkshire, Anglaterra. El seu vertader nom és Robert Byron Hardy. Bob va ingressar a l'Escola d'Art de Glasgow per a estudiar pintura, com a tants altres estudiants, passava gran part del seu temps al 13th note cafe, on va conèixer a Alex Kapranos. La seua amistat es va estretir el 2001, quan Alex planejava formar un grup de música. En aquestes dates, el seu amic Mike Cooke va regalar a Bob un baix sota la condició "que fera quelcom útil amb ell". Bob era pintor, de forma que no tenia cap intenció de convertir-se en músic. No obstant això, va decidir prendre el baix per a tocar amb Franz Ferdinand, tot i que es continua considerant pintor abans que músic.
- Paul Thomson - Bateria.

Paul Thomson va nàixer el 15 de setembre de 1977. Anteriorment tocava la bateria en una formació anomenada Yummy Fur. A Glasgow treballava com DJ al bar Vic i com a model, posant despullat per a treballs i tasques de pintura, a l'Escola d'Art de Glasgow. Abans havia treballat també com a ballarí de claqué.

## Discografia

### Àlbums
- Franz Ferdinand 2004[2]
- You could have it so much better (4 d'octubre de 2005)
- Tonight 2009
- Right Thoughts, Right Words, Right Action 2013
- Always Ascending 2018
- The Human Fear 2025

### Singles i EP
- Walk Away

- Do you want to

- CD1

1. Do you want to
2. Your diary

- CD2

1. Do you want to
2. Fabulously lazy
3. What you meant (versió acústica)

- 7"

1. A. Do you want to
2. B. Get away

- 12"

1. A1. Do you want to
2. B1. Fabulously lazy
3. B2. What you meant (versió acústica)

- Michael

- CD1

1. Michael
2. Love and destroy
3. Missing you

- CD2

1. Michael
2. Don't start
3. Tell her tonight (amb Paul com a veu principal i en alemany)

- CD3

1. Michael
2. Don't start

- 7"

1. A. Michael
2. B. Michael (Simon Bookish Version)

- 12"

1. A1. Michael
2. B1. Love and destroy
3. B2. Missing you

- Take Me Out (Daft Punk)

1. Remix a càrrec del grup francés Daft Punk

- Matinée

- CD

1. Matinée
2. Better in Hoboken (versió acústica de Jacqueline)
3. Forty feet

- DVD

1. Matinee
2. Matinee en directe a KCRW

- 7"

1. A. Matinée
2. B. Michael en directe a KCRW

- 12"

1. A1. Matinée
2. B1. Better in Hoboken
3. B2. Forty feet

- Take me out

- CD

1. Take me out
2. All for you, Sophia
3. Words so leisured (versió acústica de Darts of pleasure)

- DVD

1. Take me out en directe
2. Entrevista amb el grup
3. Galeria amb Shopping for blood en directe

- 7"

1. A. Take me out
2. B. Truck stop (versió en directe de Auf achse, durant la sessió per a la BBC Ràdio)

- 12"

1. A. Take me out
2. B. Take me out (re-versió de Morgan Geist)

Darts of pleasure
- CD

1. Darts of pleasure
2. Van tango
3. Shopping for blood

- 7"

1. Darts of pleasure
2. Van tango